# Erebia dejeanii
Erebia dejeanii är en fjärilsart som beskrevs av Charles James Watkins 1928. Erebia dejeanii ingår i släktet Erebia och familjen praktfjärilar. Inga underarter finns listade i Catalogue of Life.